# Космос (село)
Космос (каз. Космос) — село в Енбекшиказахском районе Алматинской области Казахстана. Входит в состав Жанашарского сельского округа. Код КАТО — 194047300.

## Население
В 1999 году население села составляло 1709 человек (826 мужчин и 883 женщины). По данным переписи 2009 года, в селе проживали 2052 человека (979 мужчин и 1073 женщины).